# Liebfrauenkirche (Arnstadt)

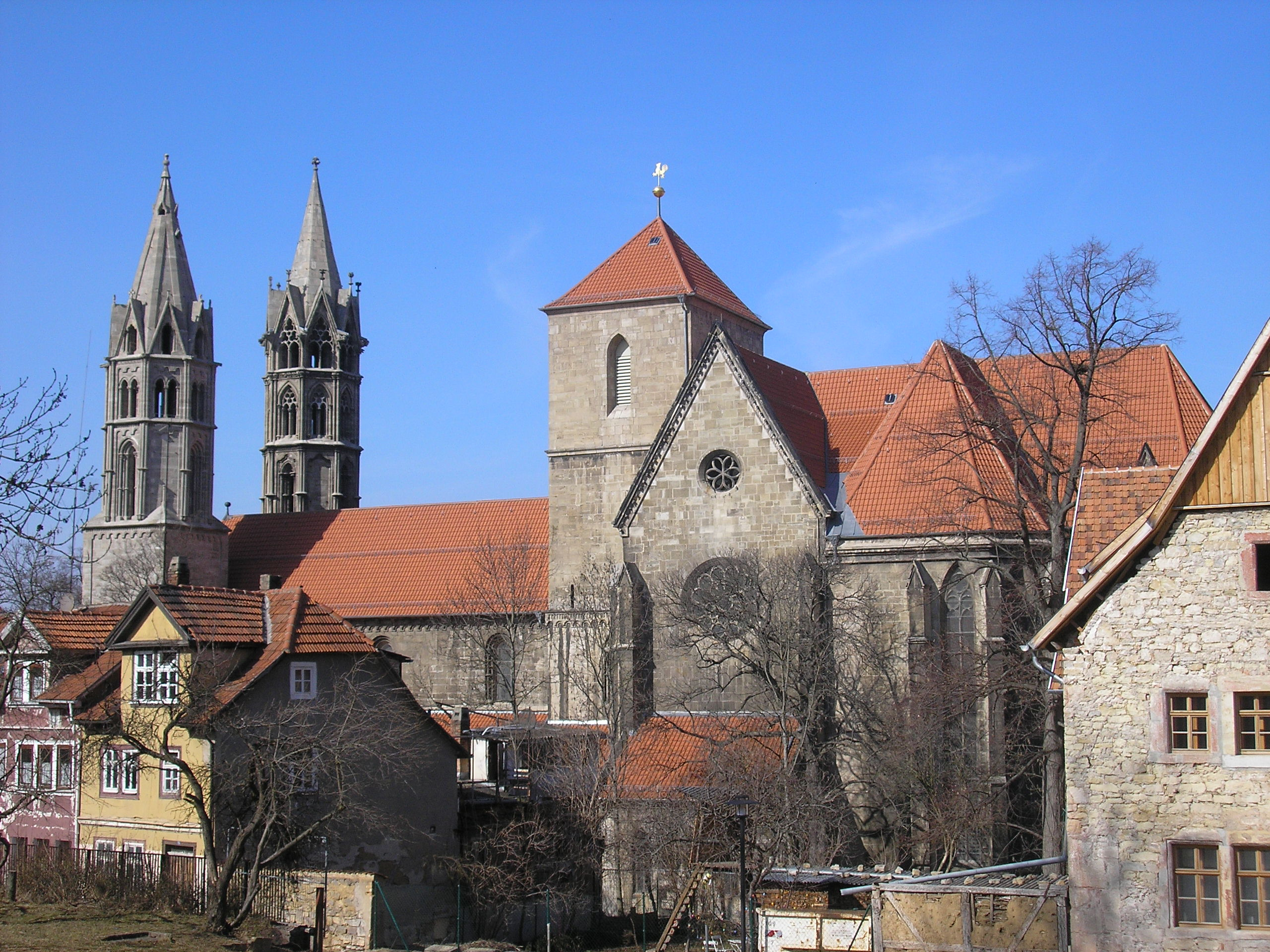
Die Liebfrauenkirche von Süden mit den beiden Westtürmen – dem südlichen, romanischen Meisterturm (links) und dem nördlichen, gotischen Gesellenturm (rechts) – sowie dem mittleren Turm über dem Querschiff zwischen dem romanischen Kirchenschiff und dem gotischen Chor

Die Liebfrauenkirche ist eine evangelische Pfarrkirche im thüringischen Arnstadt. Der im Wesentlichen im 12. und 13. Jahrhundert errichtete Bau gilt neben dem Naumburger Dom (heute Sachsen-Anhalt) als wichtigster Kirchenbau der Übergangsphase von der Romanik zur Gotik in Thüringen.

## Baugeschichte

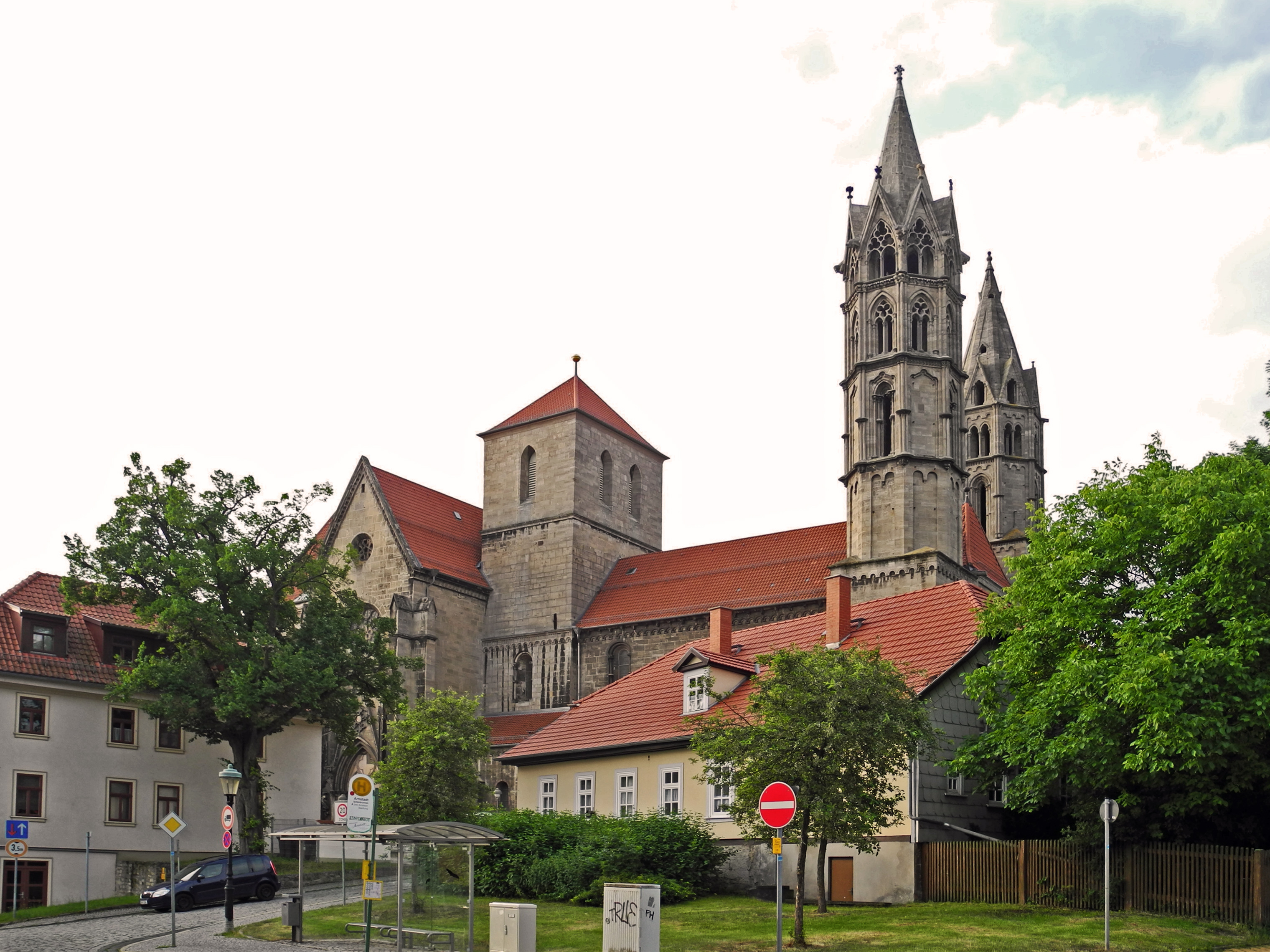
Die Liebfrauenkirche von Norden

### Die Bauphase
Historiker gehen davon aus, dass die Stelle, an der heute die Liebfrauenkirche steht, dem Standort des in der Schenkungsurkunde des Thüringer Herzogs Hedan II. an den angelsächsischen Bischof Willibrord von Utrecht aus dem Jahr 704 entspricht, und hier auch die erste Kirche Arnstadts stand. 726 vermachte der Bischof seinen Anteil („Portio“) an der „Villa“ Arnstadt testamentarisch dem Kloster Echternach. Spätestens im 12. Jahrhundert übernahm das Reichskloster Hersfeld die Grundherrschaft vor Ort und verlegte um 1307 das Walpurgiskloster an die Liebfrauenkirche. Reste von Fundamentmauern verschiedener Vorgängerbauten wurden archäologisch nachgewiesen.
Der heutige Kirchenbau ist uneinheitlich und enthält mittelalterliche Bauteile aus unterschiedlichen Bauabschnitten. Angenommen wird ein Gebäude, das im letzten Viertel des 12. Jahrhunderts entstand. Hierzu gehört das östliche Mittelschiffsjoch, über dem sich heute der rechteckige Ostturm erhebt. Auffällig ist die ungewöhnliche Position des Turms über einem Mittelschiffsjoch, weshalb vermutet wurde, dass es sich um einen ehemaligen Chorturm handeln könnte, wie er in der Region vorkommt.
Um 1200 erfolgte eine grundlegende Erneuerung als Emporenbasilika. Hiervon zeugen die „unechten Emporen“ über den Seitenschiffen, die, neben den wesentlich früheren in Gernrode und den wenig jüngeren Choremporen des Magdeburger Domes, die Einzigen ihrer Art in Mitteldeutschland sind. In diese Zeit gehört auch der Westriegel.
Im 2. Viertel des 13. Jahrhunderts entstehen Teile der Seitenschiffe, der Obergaden, die Gewölbe des Mittelschiffs sowie die Portale im Westen und in den Seitenschiffen. Durch ihre charakteristischen Bauformen rechnet man diese Bauphase zu jener Bautengruppe, die in stilistischer Abhängigkeit vom Zisterzienserkloster Maulbronn entstanden ist und in der Forschung oft als „Maulbronner Schulbauten“ angesprochen wird. Eine Bezeichnung, die, wie Ernst Badstübner schreibt, „für die Bauten in Thüringen nicht ganz zutreffend“ ist, „weil einerseits die Abhängigkeit vom Schwarzwaldkloster keine direkte ist, zum anderen, weil weit mehr Elemente, als sich aus einer Beeinflussung durch die Zisterzienser-Architektur erklären lassen, ihren Charakter bestimmen.“ Zu diesem Bauabschnitt zählen auch die beiden polygonalen Schmucktürme auf dem Westriegel, die statisch nicht optimal mit dem älteren Unterbau harmonierten und ungeeignet sind, mächtige Glocken aufzunehmen. Schon früh ist ihre stilistische Ähnlichkeit mit den Kirchenbauten in Mühlhausen bemerkt worden, im Besonderen jenen von St. Marien und St. Blasius. Modellhaft für Thüringen lässt sich in Arnstadt die stilistische Entwicklung vom spätromanischen Südturm zum gotischen Nordturm in der Mitte des 13. Jahrhunderts ablesen.
Im letzten Viertel des 13. Jahrhunderts wird der romanische Chor durch den hochgotischen Ostbau aus Querhaus und Staffelhalle ersetzt. Schon im 19. Jahrhundert fiel die Grundrissanalogie zum Regensburger Dom auf, dessen Grundsteinlegung 1275 war, ohne dass die Forschung bisher eine befriedigende Erklärung dafür hätte. Weber geht davon aus, dass auch in Arnstadt zunächst eine basilikale Lösung angestrebt wurde. Wohl unter dem Eindruck der in der Nachfolge der Marburger Elisabethkirche stattfindenden Hallenbauten kam es auch in Arnstadt zu einem Planwechsel und zur Ausführung des heutigen Hallenbaus. Stilistische Bezüge scheint es auch zu französischen Rayonnantbauten zu geben, so zur Chorlösung der Pfarrkirche von Chambly oder zum Maßwerk der Kathedrale von Beauvais. Da für das inkorporierte Nonnenkloster eine, im 19. Jahrhundert wieder beseitigte, Empore im südlichen Teil des Ostbaus gebaut wurde, ist davon auszugehen, dass sich der Ausbau bis in die 1320er Jahre hinzog. 1333 wird die Liebfrauenkirche als „Ecclesia parochialis“ und damit als Hauptpfarrkirche des Ortes bezeichnet. Daneben nahm der Nordchor die Grablege und Memorie der Grafen von Schwarzburg auf. Die Dreischiffigkeit des Chorbaus korrespondierte damals mit der anteiligen Nutzung des Raumes.

### Die Liebfrauenkirche als Klosterkirche
Mit der Verlegung des Benediktinerinnen-Klosters St. Walpurgis, einem Eigenkloster der Reichsabtei Hersfeld, vom zwei Kilometer südlich Arnstadts gelegenen Walpurgisberg an die Liebfrauenkirche erhielt die Kirche eine über die Funktion einer Pfarrkirche hinausgehende Bedeutung. Mit dem Bau einer Nonnenempore und dem Einsetzen farbiger Fenster, von denen heute noch zwei Apostelfiguren und ein Passionszyklus in den Seitenschiffen zu sehen sind, wurde der Bau der Kirche 1330 vorerst abgeschlossen.
Um 1475 fanden im Klosterbereich erneut Bauarbeiten statt. Hauptsächlich wurde dabei die Grabkapelle der Schwarzburger Grafen errichtet. Außerdem erhielt 1489 der Glockenturm eine ziegelgedeckte Turmspitze. Mit der Reformation wurde das Walpurgiskloster aufgelassen und die Kirche verlor an Bedeutung. Sie wurde wenig genutzt; 1660 brach man den Fürstenstand ab und 1813 schloss man die Kirche ganz, die nun vorübergehend als Magazin diente. Damit wurde der schon vorher begonnene Verfall beschleunigt.

### Restaurierungsarbeiten im 19. Jahrhundert
1789 und 1821 erfolgten Sicherungsarbeiten an den Westtürmen und in den 1830ern im Kircheninneren; unter anderem wurden Pfeiler im Ostbau erneuert und der Fußboden neu verlegt, wobei alte Grabplatten verschwanden und wohl auch der Lettner abgebrochen wurde. Nachdem es 1842 bereits einen Aufruf zu Spenden für den Erhalt der Liebfrauenkirche gab, die zur Erneuerung der Dächer im Jahr 1843 führte, und sich 1855 ein Verein zur Wiederherstellung der Liebfrauenkirche gegründet hatte, begann ab 1880 eine umfangreiche Restaurierung. Unter Leitung von Baumeister Hubert Stier wurden die Südwand des Querschiffs erneuert, die Chorfenster mit Ziergiebeln neu gebaut, das östliche Mittelschiffsjoch eingewölbt und der Glockenturm in neugotischen Formen ausgeführt. Bei den Westtürmen wurden die beiden steinernen Helme und die darunter befindlichen Freigeschosse abgetragen und unter Verwendung brauchbarer Altsubstanz erneuert. Im Rahmen dieser Bauarbeiten wurde 1883 die Nonnenempore abgerissen. Außerdem erhielten die Kirchenschiffe eine historisierende Innenausmalung.

### Historische Rekonstruktion im 20. Jahrhundert und bis heute

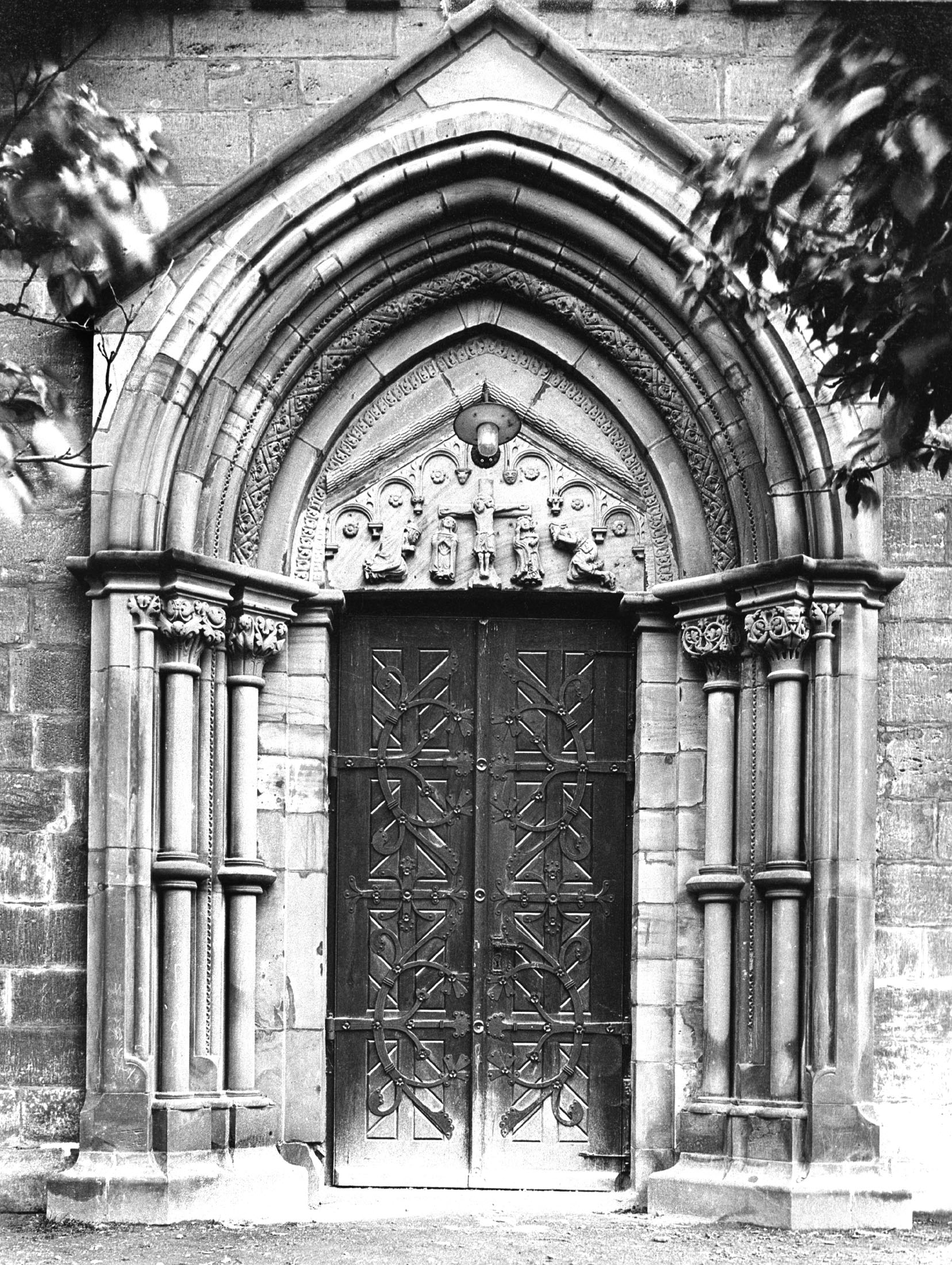
Das Nordportal der Liebfrauenkirche um 1900

Im Jahr 1910 begannen erneut Bauarbeiten mit dem Ziel möglichst weitgehender Erhaltung und Wiederherstellung der Originalsubstanz. Unter Leitung des Baurates Georg Wickop und des Architekten Martin Schwarz wurde nach dem Vorbild der Wormser Domrestaurierung der weiterhin instabile Westbau zu einem großen Teil abgetragen, beim Nordturm sogar das Fundament erneuert. Das Steinmaterial wurde dabei dokumentiert und soweit möglich erfolgte unter Verwendung des alten Baumaterials eine exakte Wiederherstellung der „alten Formen“. Den neogotischen Westgiebel brach man jedoch ab, einschließlich der Marienstatue. Das Dach erhielt wieder die Form eines Walmdachs. Außerdem wurde die historistische Innenausmalung entfernt.
1942 wurden die aus dem Jahr 1585 stammenden bronzenen Glocken abgenommen und für Kriegszwecke eingeschmolzen. Sie wurden im Rahmen von 1954 begonnenen umfassenden Rekonstruktionsarbeiten im Jahr 1959 durch drei Eisenhartgussglocken ersetzt. Im April 1945 wurde die Kirche durch amerikanischen Artilleriebeschuss beschädigt. Im Rahmen der Rekonstruktion wurde 1958 auch der neugotische Turm aus dem Jahr 1881 zur Entlastung der Fundamente auf die heutige Form zurückgebaut, und 1960 wurden die farbigen Fenster im Chorbereich entfernt. Nach Abschluss dieser Rekonstruktionsarbeiten wurde die Kirche am 7. November 1973, dem Willibrordstag, wieder eingeweiht.
Die EKD stellte zwischen 1973 und 1975 die Summe von 45.000 D-Mark bereit, damit über ein Kirchenbauprogramm in der DDR dieselbe Summe in DDR-Mark für Sanierungs-Bauleistungen dieses Sakralbaus verfügbar war.
1978 erhielt die Kirche eine neue Schuke-Orgel mit 27 Registern, zwei Manualen und etwa 1900 Pfeifen, die aus klanglichen Gründen im Querschiff installiert und damit ein freier Blick auf die Westfront geschaffen wurde. Sie ertönte am 13. Juni 1979 zum ersten Mal öffentlich.
Von 1991 bis 1994 erfolgte eine Teilsanierung des Daches und 1996 die Instandsetzung des Nordwestturms. Trotz aller erfolgten Instandsetzungs- und Rekonstruktionsarbeiten bestand aber weiterhin dringender Sanierungsbedarf. So waren die Chorstrebepfeiler einsturzgefährdet und auch an den anderen Pfeilern gab es erhebliche Bauschäden. Deshalb wurde am 4. November 2000 das Kuratorium zur Erhaltung der Liebfrauenkirche unter Schirmherrschaft der Thüringer Kultusministerin Dagmar Schipanski gegründet. Durch die Arbeit des Kuratoriums konnte die Sanierung der Chorstrebepfeiler sowie die Sicherung der anderen Pfeiler bis zum Mai 2001 abgeschlossen werden. Ende 2001 begann die Sanierung des Daches mit einer Neueindeckung und dem Ausbessern des Deckenputzes. Anlässlich der 1300-Jahr-Feier der Stadt Arnstadt wurde 2004 wieder ein vierstimmiges Geläut aus Bronzeglocken installiert.

## Kunstwerke in der Kirche

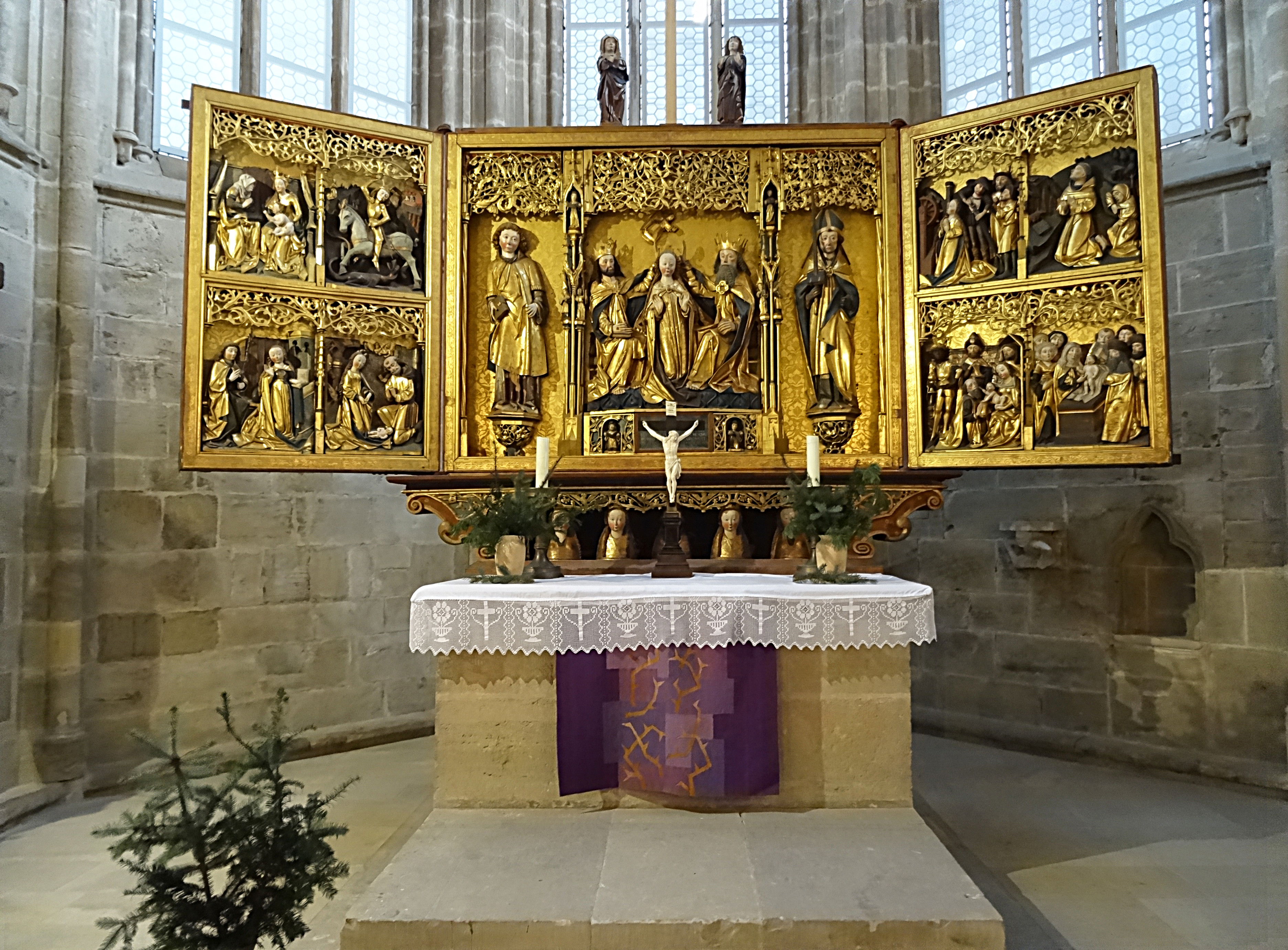
Der Flügelaltar von 1498

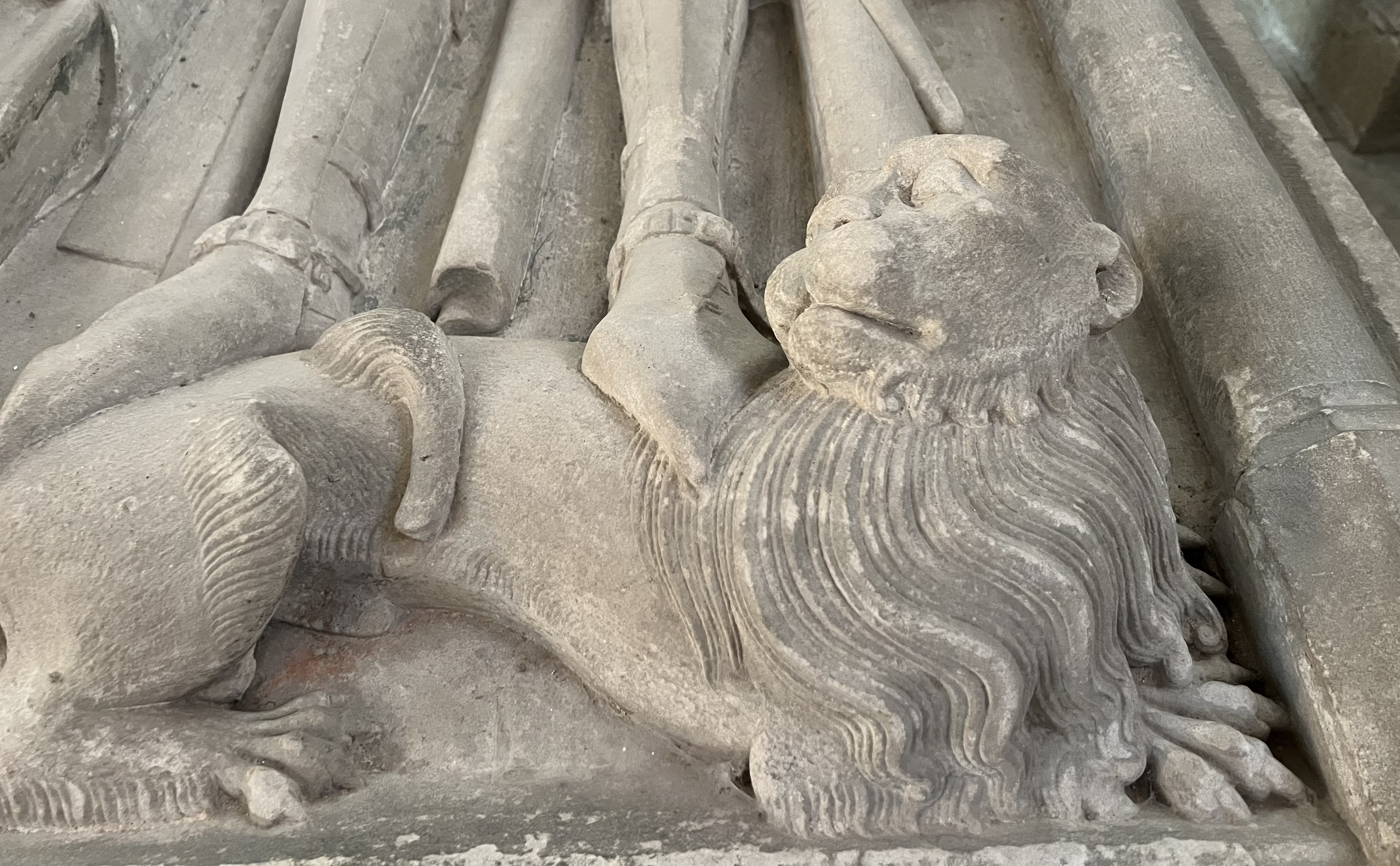
Löwe auf der Tumba

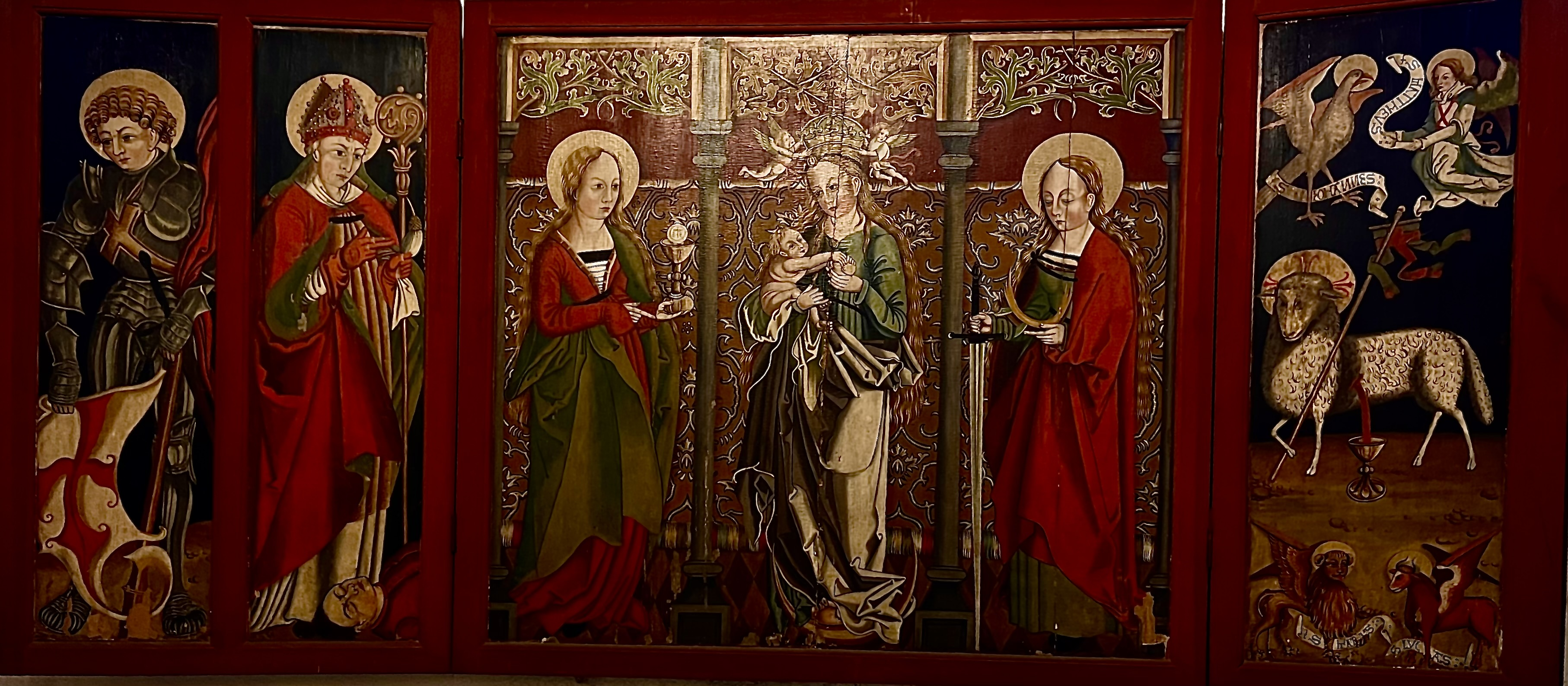
Triptychon aus dem 15. Jahrhundert

Die Liebfrauenkirche enthält zahlreiche Kunstwerke:
- Grabkapelle der Grafen von Schwarzburg-Arnstadt im nördlichen Nebenchor mit:
  - Tumba des Grafen Günther XXV. von Schwarzburg-Blankenburg (* um 1331; † 1368) und seiner Gemahlin Elisabeth von Honstein-Sondershausen (* um 1332; † 1381), steht der Parler-Schule nahe. Die Löwendarstellungen entsprechen den Wappen der Adligen.[15]
  - Epitaph von 1590 für Günther XLI. („Günther der Streitbare“) von Schwarzburg-Arnstadt (1529–1583) und seine Frau Katharina von Nassau-Dillenburg (1543–1624). Es ist ein Renaissancewerk (1590) aus Marmor und Alabaster mit Wappen.[16]
  - Grabsteine für Günther den Bremer († 1531), dessen Sohn Heinrich XXXII. († 1538) und Günther XL. („Günther der Reiche“) († 1552) und seine Frau Elisabeth, Gräfin von Eisenberg († 1593) an der nördlichen Wand
- Flügelaltar von 1498; wenngleich ein Meister nicht bekannt ist, weist ein Stilvergleich auf die Reglerwerkstatt in Erfurt hin. Das Retabel zeigt unter anderem die Marienkrönung (Krone fehlt heute) und die hl. Laurentius und Boonifatiius. Er hat doppelte Flügel. Auf einem ist  eine Abendmahlsdarstellung. Die Abbildungen der Schutzheiligen Arnstadts spricht für die Tatsache, dass der Altar für die Stadt geschaffen wurde. Ursprünglich war er in der Oberkirche.[17]
- Arnstädter „Schöne Madonna“ aus Lindenholz geschnitzt (um 1415–1420). Sie wird auf 1415 datiert. Die heutige Farbfassung basiert auf einer Restaurierung von 1938.[18]
- Taufstein und Kanzel, gestützt von Moses mit 2 Tafeln auf 10 Gebote hinweisend. Die Felder der Kanzel zeigen die Evangelistensymbole, der Deckel eine Pfingstdarstellung.[19]
- Ein Triptychon aus dem 15. Jahrhundert zeigt in der Mitte eine Mondsichelmadonna, von Engeln gekrönt und umgeben von der Heiligen Katharina und der Heiligen Barbara. Auf den Außenflügeln sind der Heilige Georg mit Ritterordenkreuz, der Heilige Valentin mit einem Epileptiker zu seinen Füßen, sowie das Lamm Gottes umgeben von den Evangelistensymbolen.[20]
- Gemälde St. Peter und Paul
- Strahlenkranzmadonna als Steinrelief aus dem 15. Jahrhundert. Die Bandinschrift ist nicht mehr lesbar. Es muss wohl ein Epitaph gewesen sein, das ehemals an der Kirchenaussenseite stand. Madonna reicht dem Christuskind eine Birne.[21]
- Die Kirche birgt eine der schwersten Glocken der Thüringer Landeskirche mit einem Gewicht von 4.389 kg aus dem Jahre 1585, gegossen in der Erfurter Glockengießerei von Melchior Möhrinck.
- Die Fenstergemälde in den romanischen Seitenschiffen sind die Verbliebenen der ehemaligen Chorverglasung. Es sind bemerkenswerte Kunstwerke aus dem 14. Jahrhundert. Auf der Nordseite Bilder von Aposteln mit ihren Symbolen, während auf der Südseite der Kirche sechs Darstellungen der Passion zu sehen sind. Die rahmenden Weinlaubornamente sind aus dem späten 19. Jahrhundert.[22]
- Im Altarraum ein spätgotisches Kruzifix mit echter Dornenkrone und Echthaarperücke.[23]

## Bilder

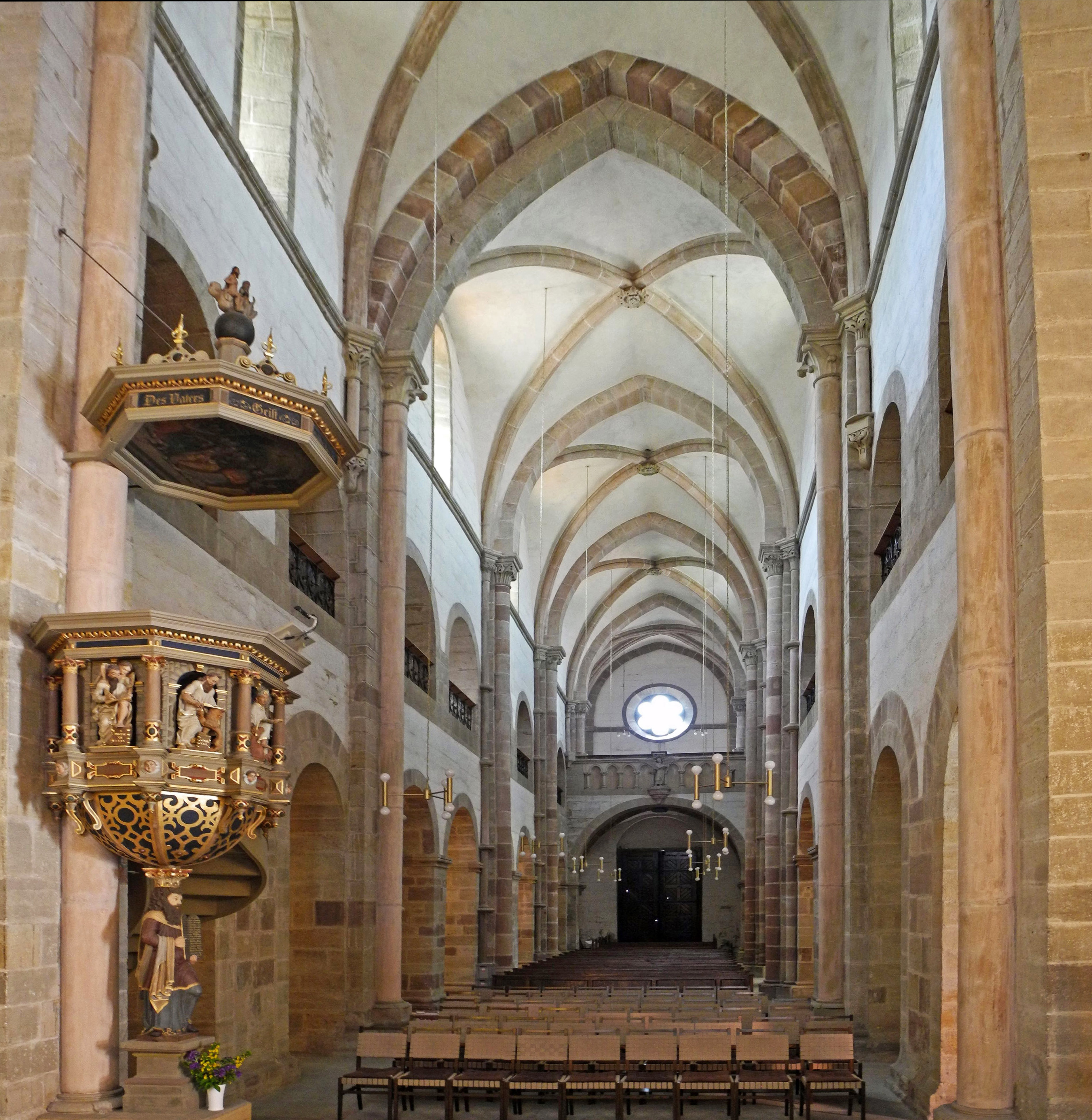
Romanischer Kirchenraum
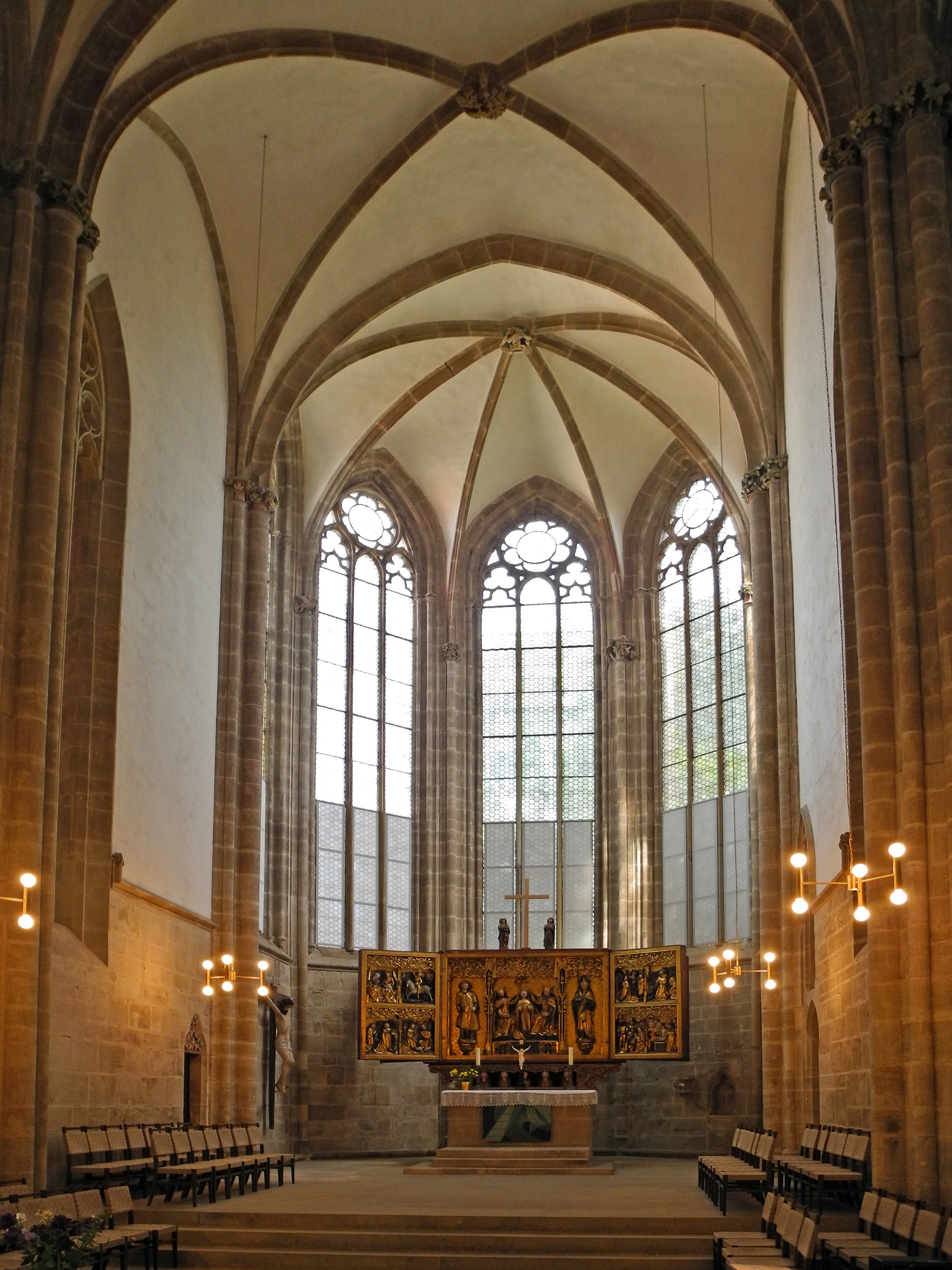
Gotischer Chor
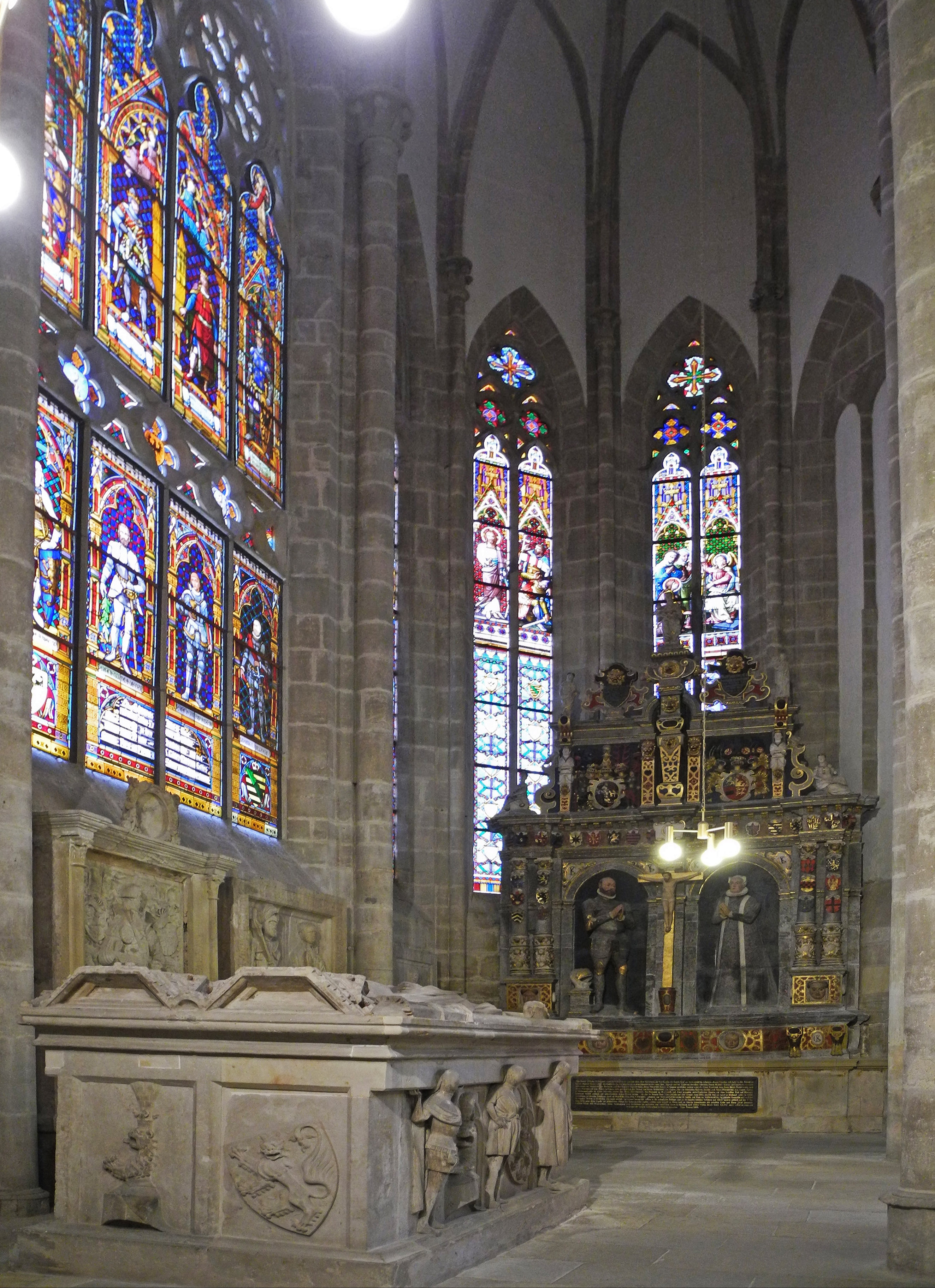
Grabkapelle mit Tumba und Epitaph
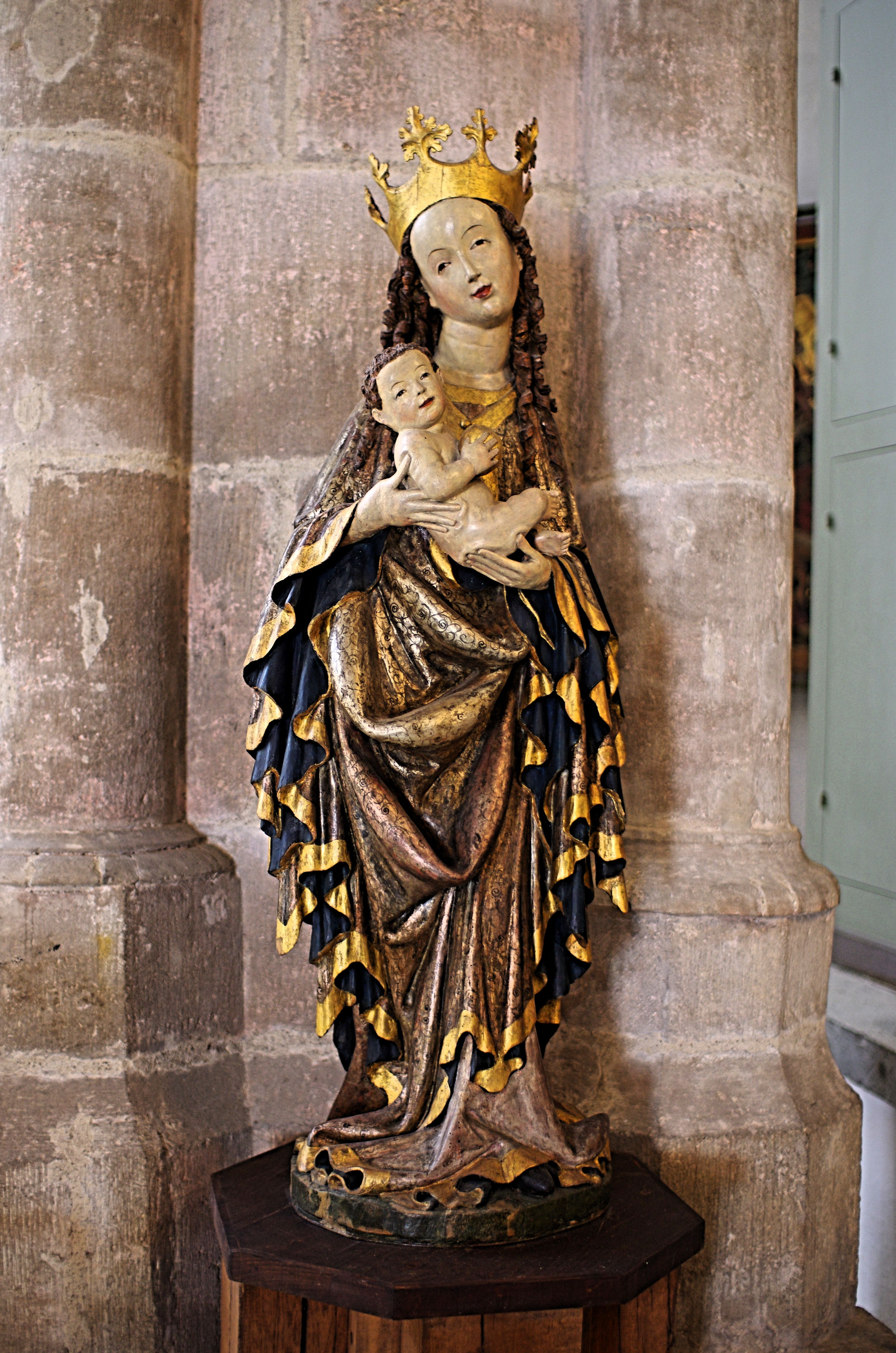
Die Arnstädter Madonna
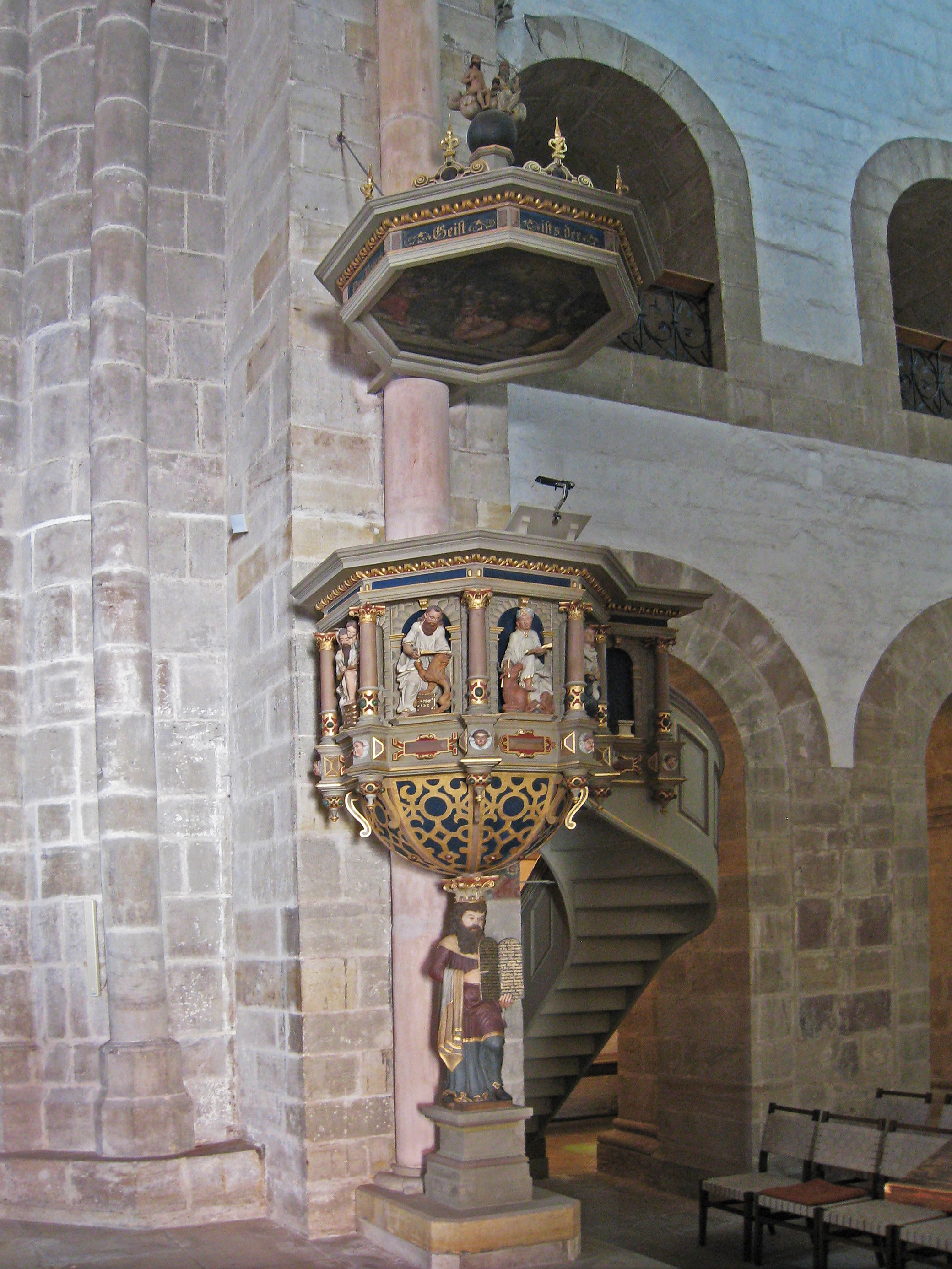
Kanzel, getragen von Moses
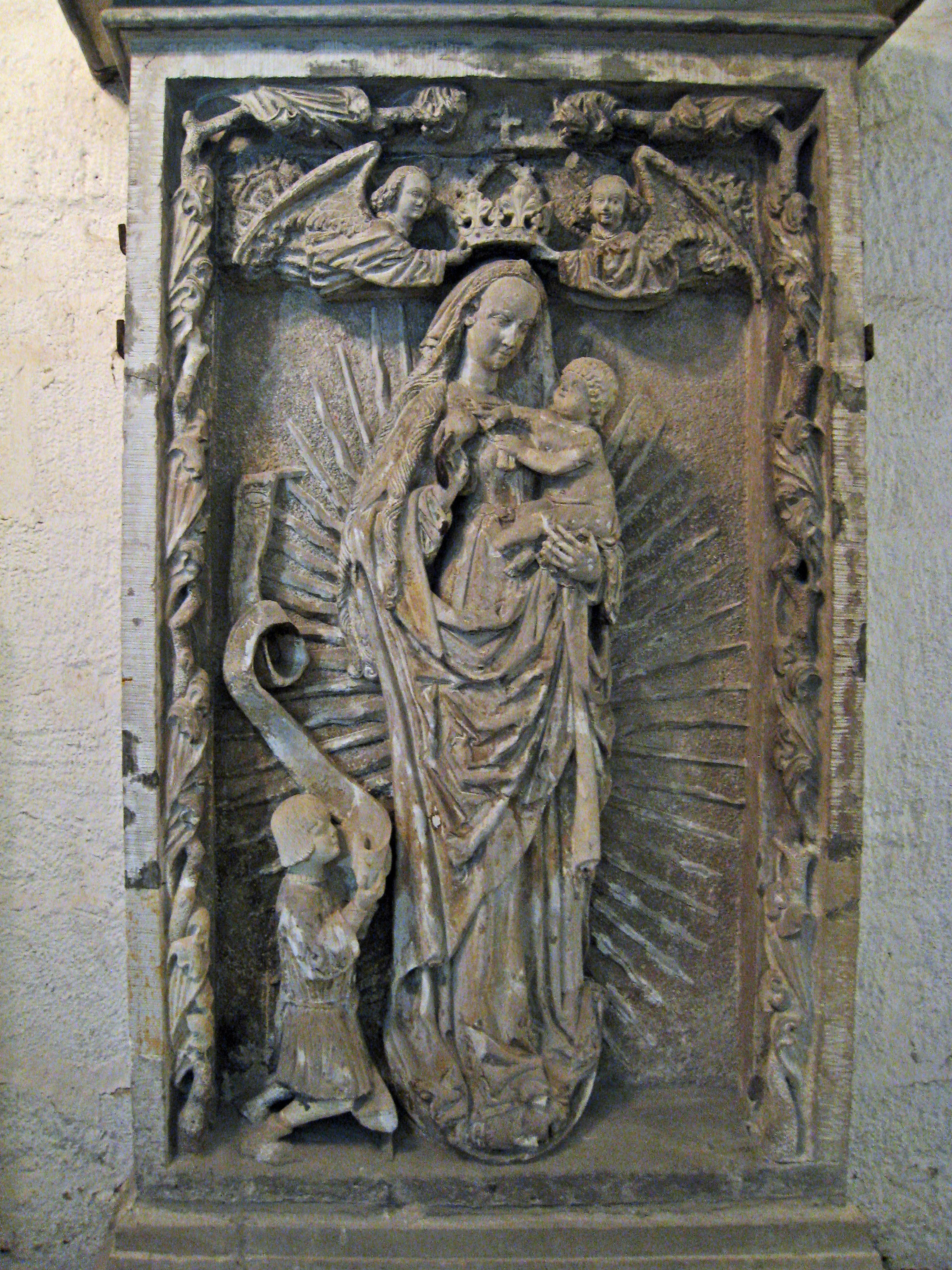
Strahlenkranzmadonna als Steinrelief
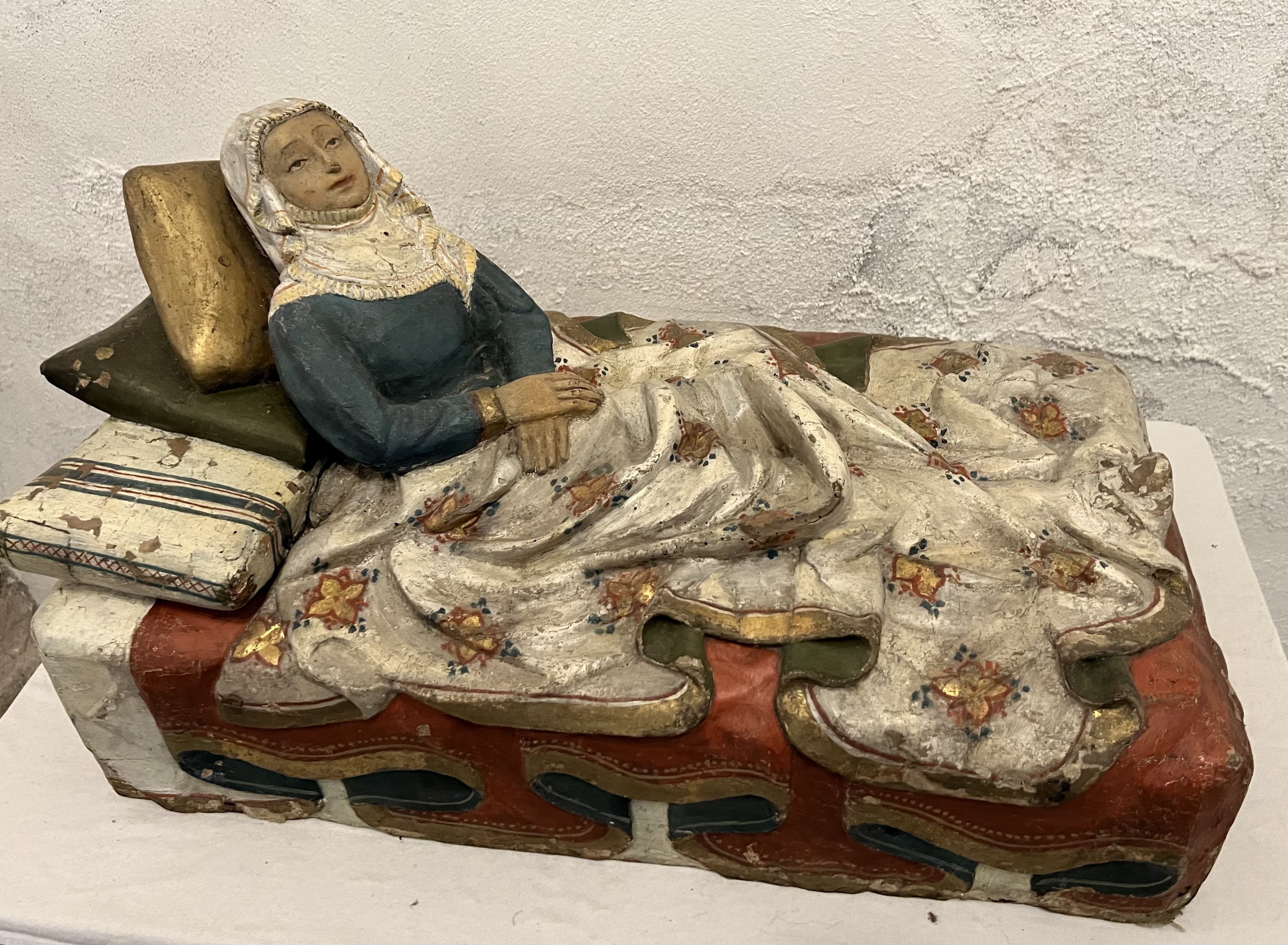
Maria auf dem Schlaflager
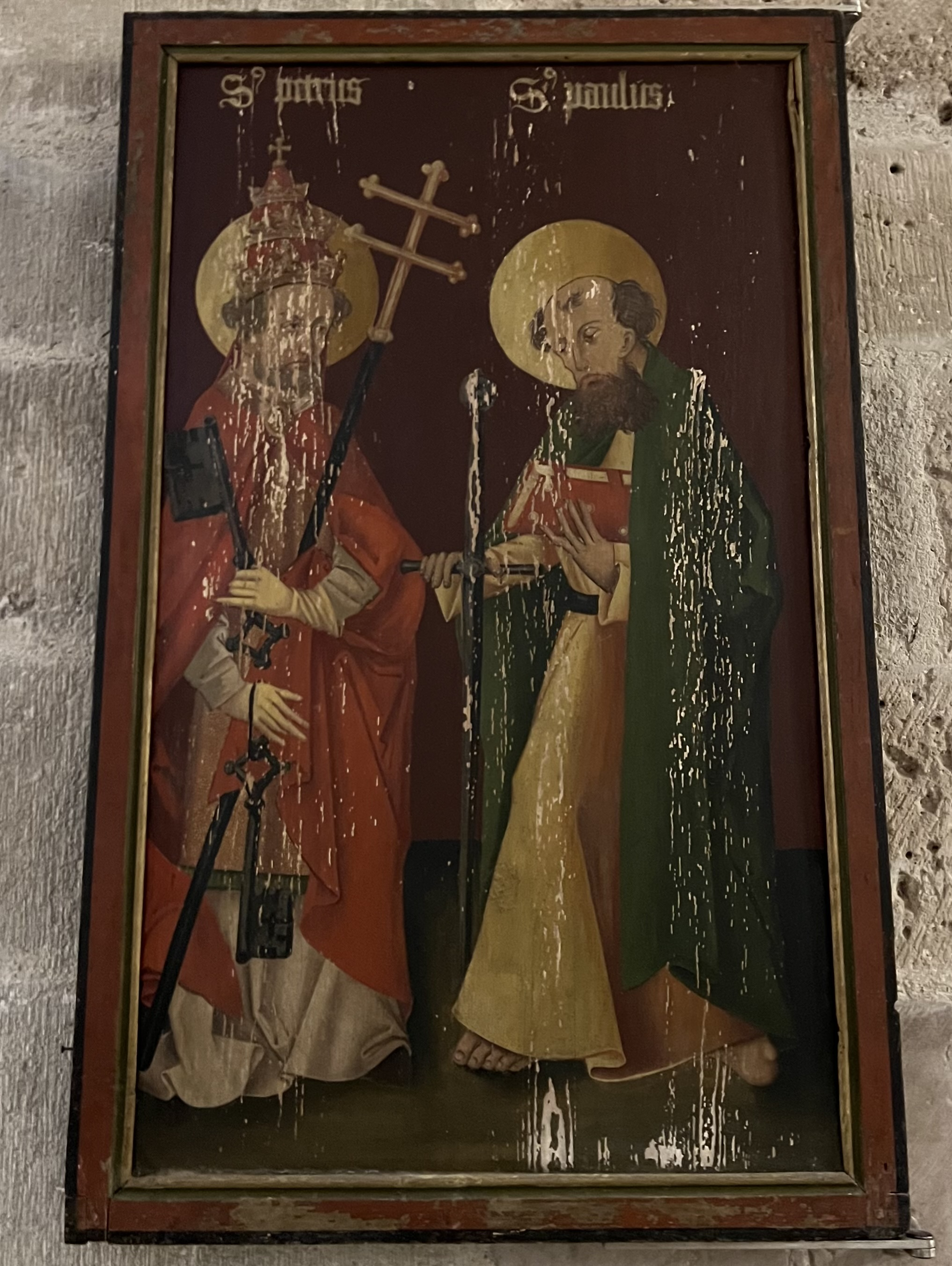
Petrus und Paulus
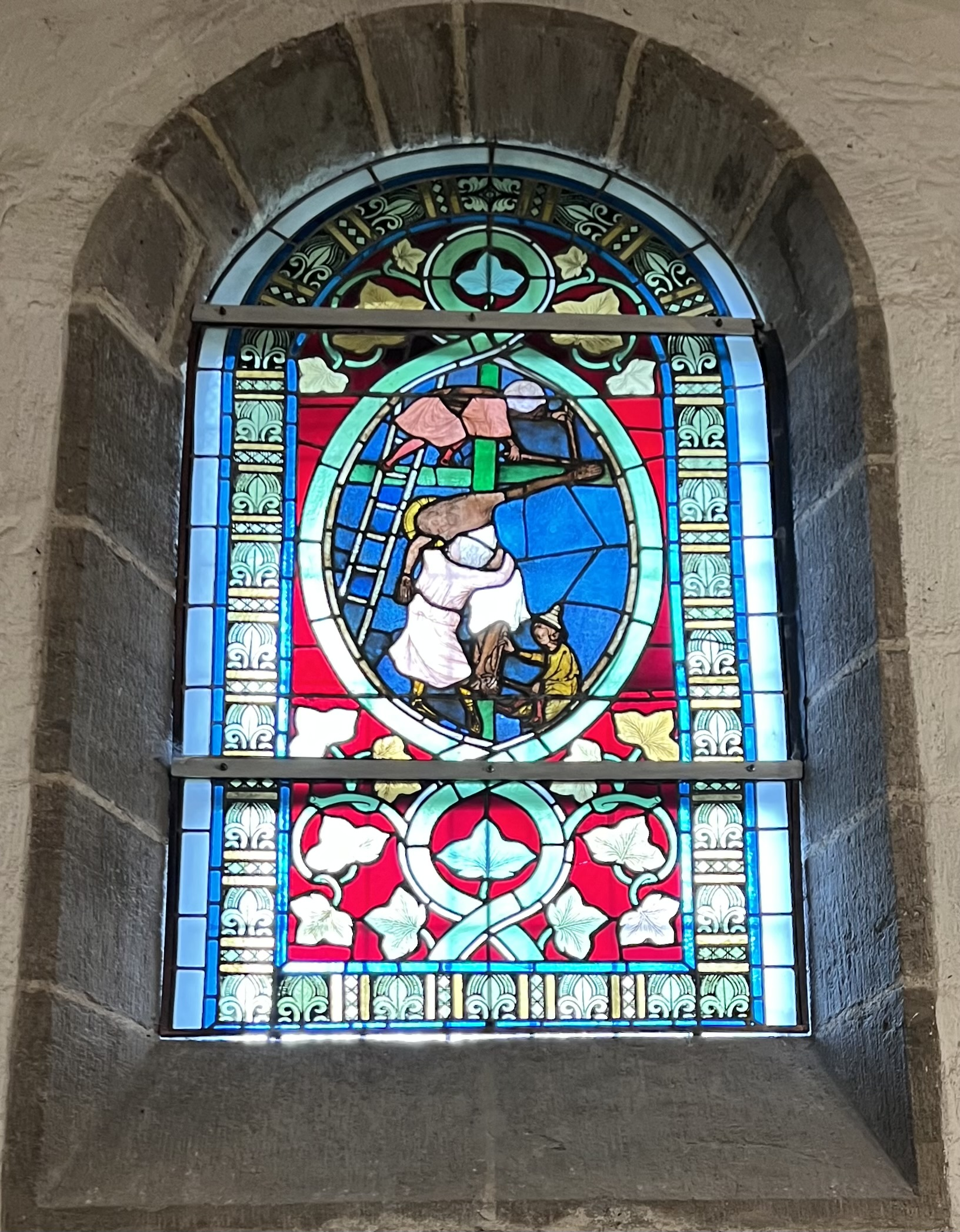
Romanisches Fenster
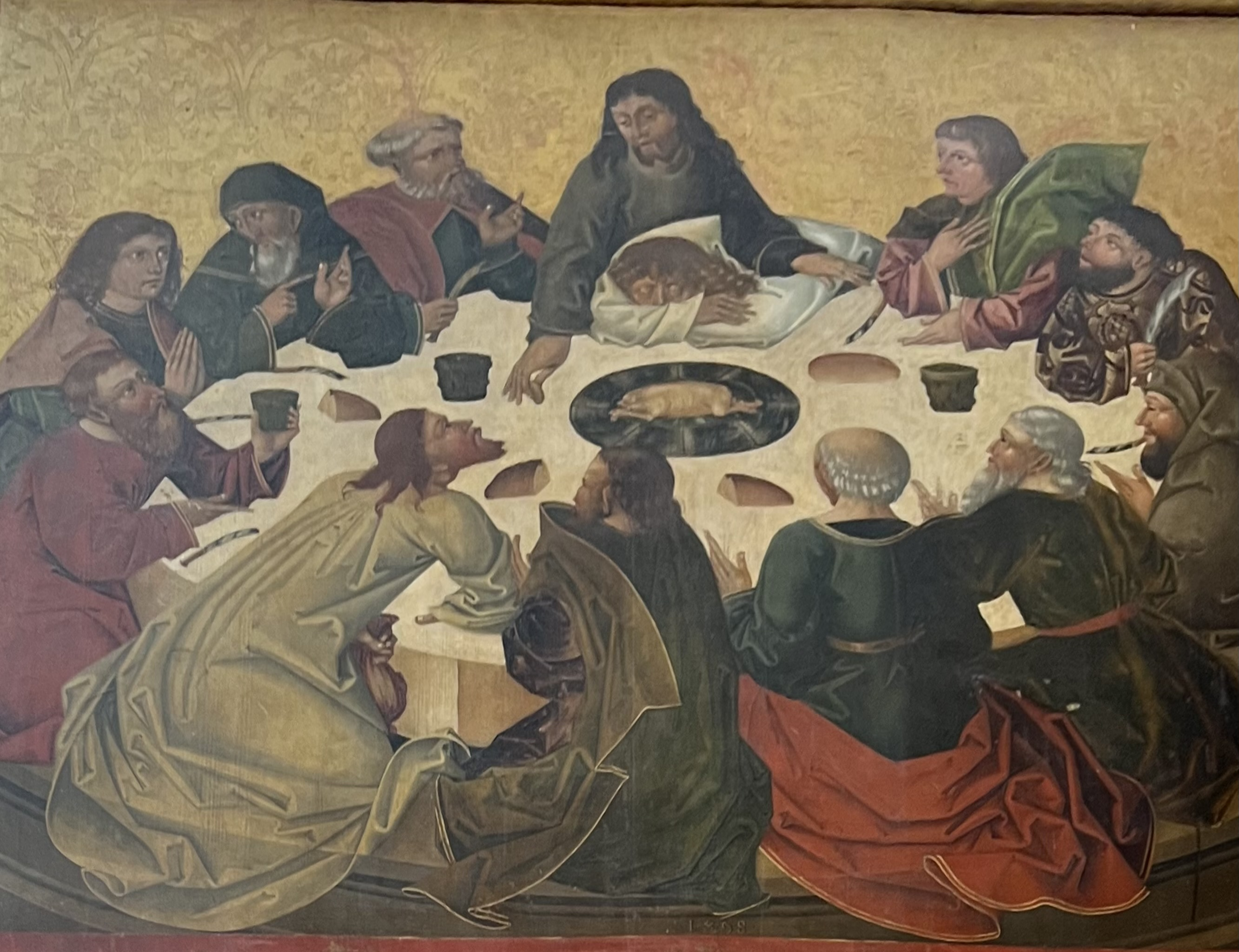
Letztes Abendmahl aus dem Flügelaltar in der Apsis

## Sonstige Ausstattung

### Orgel
Die Orgel wurde 1979 von der Potsdamer Orgelbaufirma Schuke geschaffen (Opus 488). Das Schleifladen-Instrument hat 27 Register auf zwei Manualwerken und Pedal. Die Spiel- und Registertrakturen sind mechanisch.

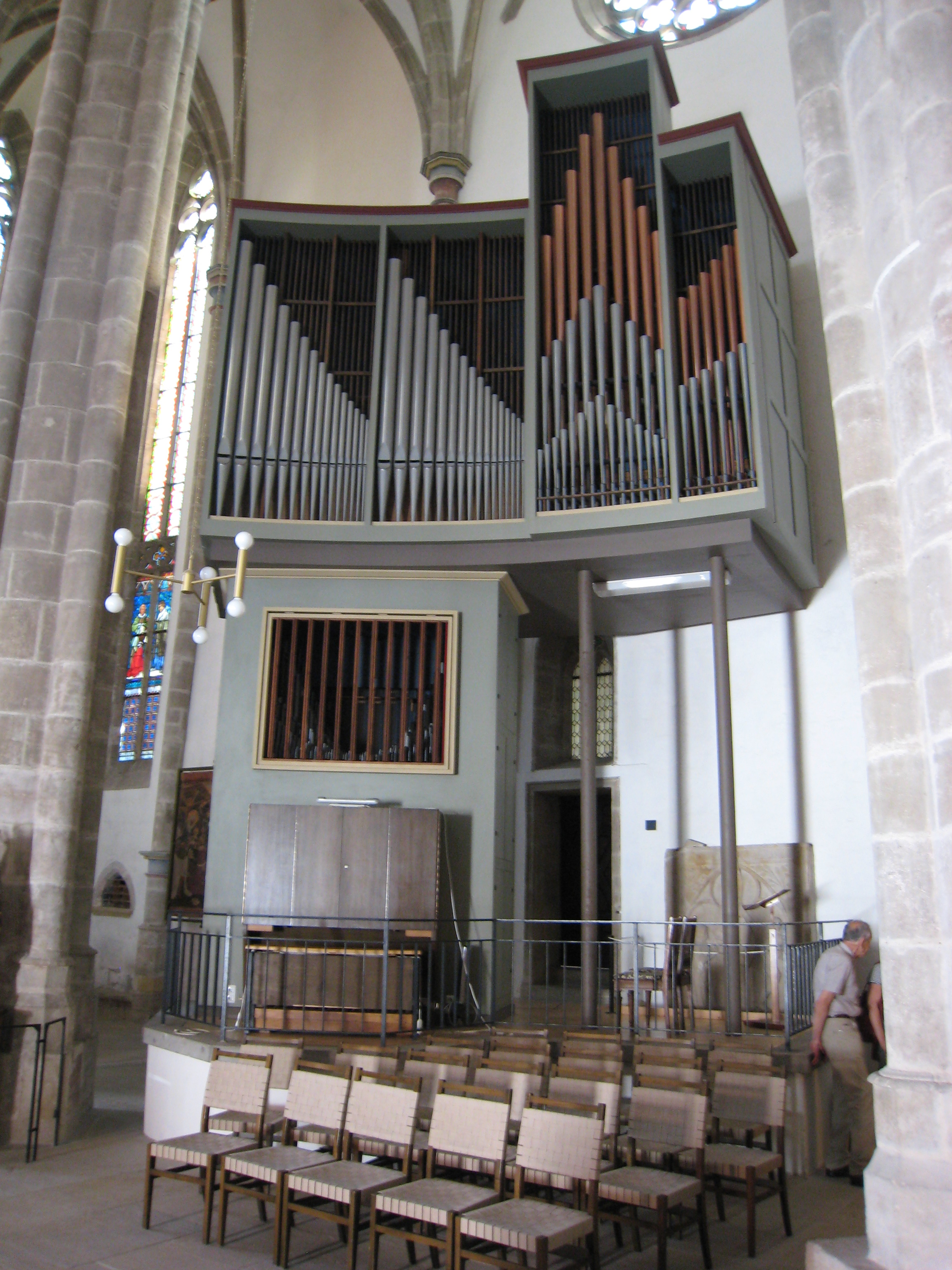
Orgel

| I Hauptwerk C–g3 |            |        |
| 1.               | Bordun     | 16′    |
| 2.               | Prinzipal  | 08′    |
| 3.               | Rohrflöte  | 08′    |
| 4.               | Oktave     | 04′    |
| 5.               | Spitzflöte | 04′    |
| 7.               | Nasat 0    | 02 ⁄3′ |
| 6.               | Oktave     | 02′    |
| 8.               | Mixtur V   |        |
| 9.               | Trompete   | 08′    |

| II Schwellpositiv C–g3 |                 |        |
| 10.                    | Gedackt         | 08′    |
| 11.                    | Quintadena      | 08′    |
| 12.                    | Prinzipal       | 04′    |
| 13.                    | Rohrflöte       | 04′    |
| 14.                    | Gemshorn        | 02′    |
| 15.                    | Quinte          | 01 ⁄3′ |
| 16.                    | Sesquialtera II |        |
| 17.                    | Scharff IV      |        |
| 18.                    | Krummhorn       | 08′    |
|                        | Tremulant       |        |

| Pedal C–f1 |                  |     |
| 19.        | Subbass          | 16′ |
| 20.        | Oktave           | 08′ |
| 21.        | Gedacktbass      | 08′ |
| 22.        | Choralbass       | 04′ |
| 23.        | Nachthorn        | 02′ |
| 24.        | Bassaliquote III |     |
| 25.        | Mixtur V         |     |
| 26.        | Posaune          | 16′ |
| 27.        | Trompete         | 08′ |

- Koppeln: II/I, I/P, II/P.

### Glocken
Die Liebfrauenkirche verfügt über ein vierstimmiges Glockengeläut, das in einem hölzernen Glockenstuhl im Ostturm über der Vierung hängt. Die größte Glocke wurde von Melchior Möringk in Erfurt im Jahr 1585 gegossen. Sie wiegt 4380 kg. Die anderen drei Bronzeglocken entstanden 2003 in der Glockengießerei Bachert in Heilbronn. Sie ersetzten drei Eisenglocken (eine steht noch im hinteren Kirchenraum), die nach dem Zweiten Weltkrieg als Ersatz für während des Krieges eingezogene historische Glocken des Gießers Möringk angeschafft worden waren. Die Glockenzier ist ein Werk von Gerd Weber aus Gräfenhain. Motive sind Taufe, Gebet und Auferstehung.
| Nr. | Durchmesser | Gewicht  | Schlagton (HT+1⁄16) |
| --- | ----------- | -------- | ------------------- |
| 1   | 1.828 mm    | 4.389 kg | h0+4                |
| 2   | 1.382 mm    | 2.045 kg | e1+6                |
| 3   | 1.225 mm    | 1.435 kg | fis1+8              |
| 4   | 1.091 mm    | 980 kg   | gis1+6              |